# Арнольд, Чак
Чак Арнольд (англ. Chuck Arnold, родился 30 мая 1926 года, Стамфорд, Коннектикут — умер 4 сентября 1997 года, Санта-Ана, Калифорния) — американский автогонщик. Большую часть своей карьеры провел в гонках миджетов, но в 1959—1968 периодически выступал в чемпионате USAC, в том числе и в «500 милях Индианаполиса» 1959 года. В этой гонке, шедшей в зачёт чемпионата мира «Формулы-1», он финишировал предпоследним на 15-м месте.

## Биография
Гоночную карьеру невысокий (всего 160 см) уроженец Стамфорда начал с гонок миджетов в 1948. К 1954 году на его счету было 14 побед в отдельных гонках, а также титул чемпиона NASCAR в зачете миджетов 1954 года. В чемпионате по гонкам на миджетах, организованном USAC, он стал 11-м в 1966 году, 7-м в 1967, а ещё через год и вовсе остановился в шаге от тройки лучших, став четвёртым.
Помимо миджетов, Арнольд также спорадически участвовал в чемпионатах USAC и Champcar. Не считая единичной неудачной попытки в 1957, с 1959 по 1968 за 24 попытки он смог принять участие в десяти гонках. Начал он бодро — с пятого места в Трентоне в 1959, после чего принял участие в «500 милях Индианаполиса». В этом наиболее значительном в его карьере соревновании Чак сначала попытался квалифицироваться на автомобиле Kurtis Kraft, а когда это не удалось — воспользовался относительно малопопулярным Curtis. Несмотря на то что ранее гонщикам на этом автомобиле успеха добиться не удавалось, он все же смог его квалифицировать — единственный раз за все время участия этих машин. Заняв на старте 21-е место, в гонке в свой день рождения он смог финишировать 15-м — причем оказался не последним, опередив Джима Макуитни на три минуты с лишним. Позже в том сезоне он записал на свой счет ещё и восьмое место Уильямс-Гроув.
Последующие годы в гонках чампкаров оказались для Арнольда на таком в принципе неплохом фоне малоуспешными. Ежегодно он пытался пробиться на старт нескольких гонок, обычно неудачно — например, в 1962 в Индианаполисе он перепробовал аж пять машин, но на старт так и не вышел. Если же стартовать все же удавалось, результат оказывался в районе второго, а то и третьего десятка. Лишь единственный раз, в Трентоне в 1964, ему удалось финишировать в десятке лучших. Пятое место в гонке 1959 года так и осталось для него лучшим, а всего в пределах десятки лучших он финишировал трижды.
В силу того, что в 1950-х — 60-х годах гонка на «500 миль Индианаполиса» шла в зачёт чемпионата мира «Формулы-1», Чак также считается пилотом «Формулы-1» с двумя гран-при и одним стартом.

## Результаты выступлений

### Индианаполис 500
| Год   | №                      | Старт                  | Время                  | Ранг                   | Финиш                  | Круги                  | Лидер                  | Причина схода          |
| ----- | ---------------------- | ---------------------- | ---------------------- | ---------------------- | ---------------------- | ---------------------- | ---------------------- | ---------------------- |
| 1959  | 71                     | 21                     | 142,118                | 25                     | 15                     | 200                    | 0                      | Финишировал            |
| 1960  | Не прошел квалификацию | Не прошел квалификацию | Не прошел квалификацию | Не прошел квалификацию | Не прошел квалификацию | Не прошел квалификацию | Не прошел квалификацию | Не прошел квалификацию |
| 1961  | Не прошел квалификацию | Не прошел квалификацию | Не прошел квалификацию | Не прошел квалификацию | Не прошел квалификацию | Не прошел квалификацию | Не прошел квалификацию | Не прошел квалификацию |
| 1962  | Не прошел квалификацию | Не прошел квалификацию | Не прошел квалификацию | Не прошел квалификацию | Не прошел квалификацию | Не прошел квалификацию | Не прошел квалификацию | Не прошел квалификацию |
| 1964  | Не прошел квалификацию | Не прошел квалификацию | Не прошел квалификацию | Не прошел квалификацию | Не прошел квалификацию | Не прошел квалификацию | Не прошел квалификацию | Не прошел квалификацию |
| 1967  | Не прошел квалификацию | Не прошел квалификацию | Не прошел квалификацию | Не прошел квалификацию | Не прошел квалификацию | Не прошел квалификацию | Не прошел квалификацию | Не прошел квалификацию |
| Всего | Всего                  | Всего                  | Всего                  | Всего                  | Всего                  | 200                    | 0                      |                        |

| Старты      | 1 |
| Поулы       | 0 |
| Первые ряды | 0 |
| Победы      | 0 |
| Топ-5       | 0 |
| Топ-10      | 0 |
| Сход        | 0 |

### Чемпионат мира Формулы-1
| Легенда к таблице |                                                                    |
| --- | ------------------------------------------------------------------ |
| В таблице перечислены результаты всех Гран-при Формулы-1, в которых принимал участие гонщик. Строками таблицы являются сезоны, столбцами — этапы чемпионата мира. В каждой клетке указаны сокращённое название этапа и результат, дополнительно обозначенный цветом. Расшифровка обозначений и цветов представлена в нижеследующей таблице. |                                                                    |
| \| Пример \| Описание \| \| ------------ \| ------------------------------------------------------------------ \| \| 1 \| Победитель \| \| 2 \| Второе место \| \| 3 \| Третье место \| \| 5 \| Финишировал, заработав очки \| \| Сход \| Не финишировал, но при этом заработал очки \| \| 12 \| Финишировал, не получив очков \| \| НКЛ \| Финишировал, но не попал в финальную классификацию \| \| 15 \| Участвовал вне зачёта, либо по отдельной классификации \| \| 18 \| Не финишировал, но попал в финальную классификацию \| \| Сход \| Не финишировал \| \| НКВ \| Не прошёл квалификацию \| \| НПКВ \| Не прошёл предквалификацию \| \| ДСК \| Дисквалифицирован \| \| ИСК \| Исключён из протокола соревнований \| \| ТТ \| Заявлен для участия только в тренировках \| \| НС \| Участвовал в квалификации, но не стартовал в гонке \| \| Т \| Травмирован или болен \| \| ОТК \| Отказ от участия \| \| НТР \| Прибыл на соревнования, но на трассу не выезжал \| \| НПР \| Был заявлен в числе участников, но не прибыл к началу соревнований \| \| О \| Соревнования отменены \| \| \| Не участвовал \| \| Поул-позиция \| \| \| Быстрый круг \| \| |                                                                    |
| Пример | Описание                                                           |
| 1 | Победитель                                                         |
| 2 | Второе место                                                       |
| 3 | Третье место                                                       |
| 5 | Финишировал, заработав очки                                        |
| Сход | Не финишировал, но при этом заработал очки                         |
| 12 | Финишировал, не получив очков                                      |
| НКЛ | Финишировал, но не попал в финальную классификацию                 |
| 15 | Участвовал вне зачёта, либо по отдельной классификации             |
| 18 | Не финишировал, но попал в финальную классификацию                 |
| Сход | Не финишировал                                                     |
| НКВ | Не прошёл квалификацию                                             |
| НПКВ | Не прошёл предквалификацию                                         |
| ДСК | Дисквалифицирован                                                  |
| ИСК | Исключён из протокола соревнований                                 |
| ТТ | Заявлен для участия только в тренировках                           |
| НС | Участвовал в квалификации, но не стартовал в гонке                 |
| Т | Травмирован или болен                                              |
| ОТК | Отказ от участия                                                   |
| НТР | Прибыл на соревнования, но на трассу не выезжал                    |
| НПР | Был заявлен в числе участников, но не прибыл к началу соревнований |
| О | Соревнования отменены                                              |
| | Не участвовал                                                      |
| Поул-позиция |                                                                    |
| Быстрый круг |                                                                    |

| Сезон | Команда  | Шасси    | Двигатель          | Ш | 1   | 2      | 3       | 4   | 5   | 6   | 7   | 8   | 9   | 10  | Место | Очки |
| ----- | -------- | -------- | ------------------ | - | --- | ------ | ------- | --- | --- | --- | --- | --- | --- | --- | ----- | ---- |
| 1959  | Hall-Mar | Curtis   | Offenhauser 4,5 L4 | F | МОН | 500 15 | НИД     | ФРА | ВЕЛ | ГЕР | ПОР | ИТА | США |     | —     | 0    |
| 1960  | Gerhardt | Gerhardt | Offenhauser 4,5 L4 | F | АРГ | МОН    | 500 НКВ | НИД | БЕЛ | ФРА | ВЕЛ | ПОР | ИТА | США | —     | 0    |